# Ganti Warno
Ganti Warno is een bestuurslaag in het regentschap Ogan Komering Ulu van de provincie Zuid-Sumatra, Indonesië. Ganti Warno telt 1503 inwoners (volkstelling 2010).